# بهنام رضوانی
بهنام رضوانی (زاده ۱۳۴۳، کلیبر) نمایندهٔ دورهٔ دوازدهم مجلس شورای اسلامی از حوزه انتخابیه کلیبر، خداآفرین و هوراند در استان آذربایجان شرقی است که با کسب ۲۲۲۴۶ رای به مجلس شورای اسلامی راه پیدا کرد.
وی پیش تر مدیرکل امور حقوقی وزارت دفاع، فرمانده سپاه شهرستان‌های مرند، کلیبر و اسکو، فرماندار شهرستان‌های بناب و مرند بود.